# 1399 Teneriffa
1399 Teneriffa eller 1936 QY är en asteroid i huvudbältet, som upptäcktes 23 augusti 1936 av den tyske astronomen Karl Wilhelm Reinmuth i Heidelberg. Den har fått sitt namn efter den spanska ön Teneriffa.
Asteroiden har en diameter på ungefär 4 kilometer och den tillhör asteroidgruppen Flora.